# Schott Mitterteich

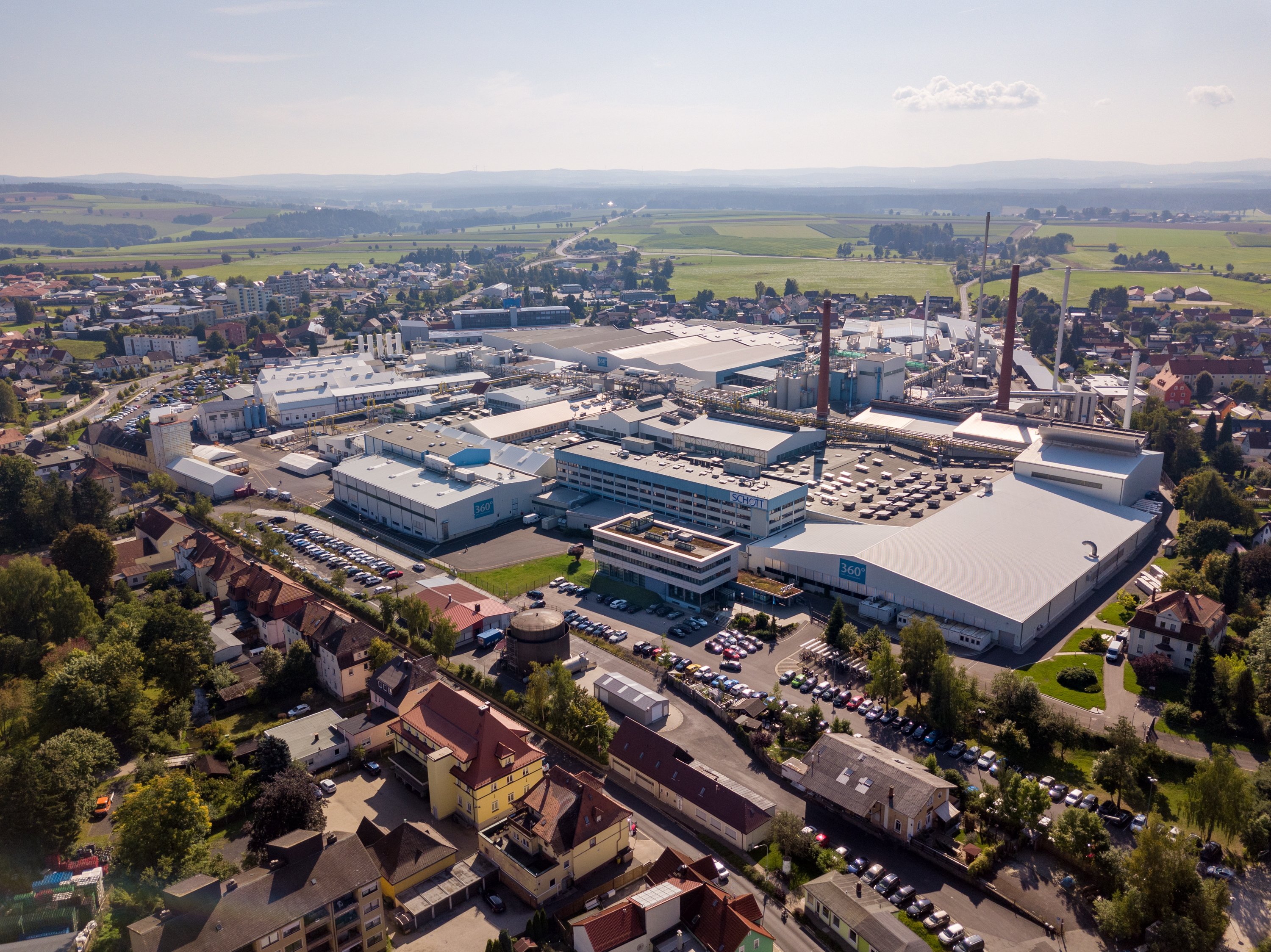
Schott AG Werk Mitterteich 2021

Schott Mitterteich (ehemals: Schott-Rohrglas) ist ein 1882 gegründetes Glaswerk der Schott AG in Mitterteich. Der Standort ist mit rund 1.250 Beschäftigten einer der größten Arbeitgeber in der nördlichen Oberpfalz. Mitterteich ist Hauptsitz des Geschäftsbereichs Glasrohre (Business Unit Tubing) der Schott AG. Weitere Standorte befinden sich in Mainz (Deutschland), Rio de Janeiro (Brasilien) und Vadodara (Indien). 2020 entstand zudem ein neues Werk in China.

## Geschichte

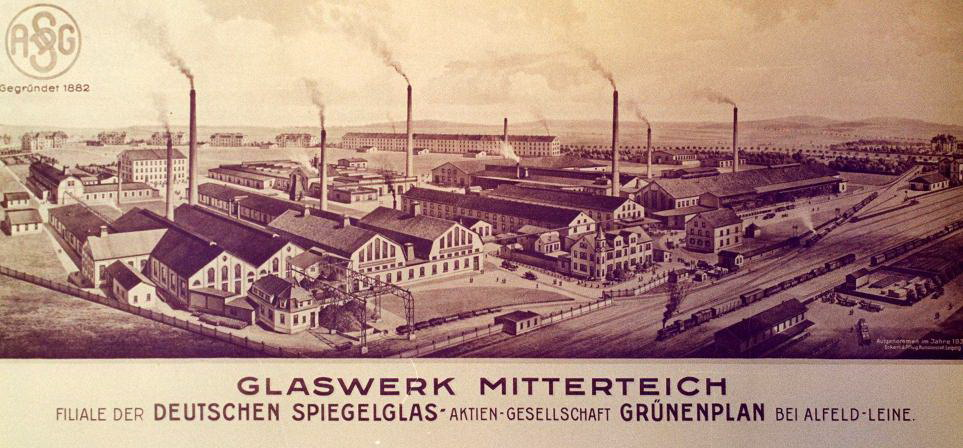
Ansicht Glaswerk Mitterteich ca. 1930

Die Geschichte der Glasproduktion in Mitterteich reicht bis in das Jahr 1883 zurück. Im Jahr 1930 wurde das Glaswerk in Mitterteich der Schott AG gemeinsam mit dem Werk Grünenplan der Deutschen Spiegelglas AG angegliedert. 1885 erfand Otto Schott das chemisch resistente Borsilikatglas, das auch in Röhrenform hergestellt wurde. 1911 wurde ein Glasrohr entwickelt, das sich besonders gut zur Herstellung von Ampullen eignete. Das Glas wurde 1911 unter dem Markennamen Fiolax registriert und ist bis heute eines der wichtigsten Produkte der Schott AG am Standort Mitterteich. Nach dem Zweiten Weltkrieg, in den Jahren 1947 bis 1948, wurde in Mitterteich mit der Produktion von Fiolax-Glasröhren begonnen.
1961 entschied Schott, Mitterteich als Standort der Glasrohr-Produktion auszubauen und zu modernisieren. 1969 vereinbarten Vertreter der heutigen Schott AG und der Glaswerke Ruhr AG die Gründung eines gemeinsamen Tochterunternehmens. Dessen Sitz, die Verwaltung und der Vertrieb wurden 1972 nach Bayreuth verlegt, Geschäftsführer war Wolfgang Adolphs (* 1928), ab 1972 Vorstand der Schott Glaswerke und Leiter der Finanzen in Mainz – später Vorstand und Finanzdirektor bei Carl Zeiss in Oberkochen. 1990 erhielt das Unternehmen Schott-Ruhrglas GmbH den Namen Schott-Rohrglas GmbH. 2001 wurde in Mitterteich ein neues Verwaltungsgebäude in Betrieb genommen; die Standorte Bayreuth und Mitterteich wurden in Mitterteich zusammengelegt. Am 1. März 2012 wurde die Schott-Rohrglas GmbH mit ihrem Mutterkonzern, der Schott AG, verschmolzen.

## Produkte
Das Unternehmen produziert Glasröhren, -stäbe und -profile aus rund sechzig Spezialglasarten.
Neben den klassischen Produktbereichen Technisches Rohr (z. B. Duran) und Pharmarohr (z. B. Fiolax), gewinnen zunehmend Glasröhren für die Solarthermie (Receiverrohre für solarthermische Kraftwerke) und für die Algenzucht in Photobioreaktoren an Bedeutung.
Die Glasrohre werden in unterschiedlichsten Anwendungen weiterverarbeitet, beispielsweise in Pharmazie, Chemie, Beleuchtung (z. B. Halogenlampen, UV-Lampen), Umwelttechnik oder Mikroelektronik.